# Барон Хоук

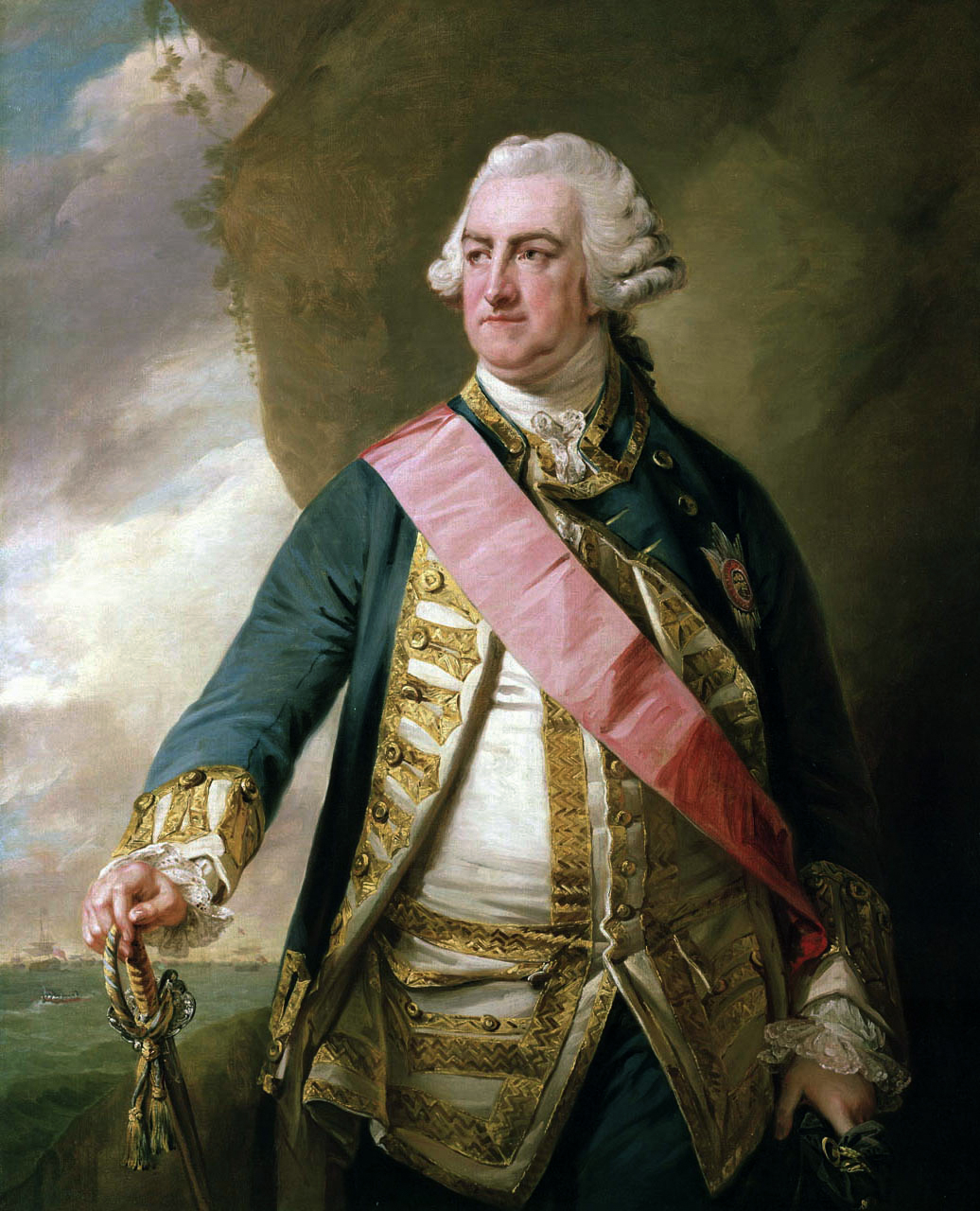
Адмирал флота Эдвард Хоук, 1-й барон Хоук (1705—1781)

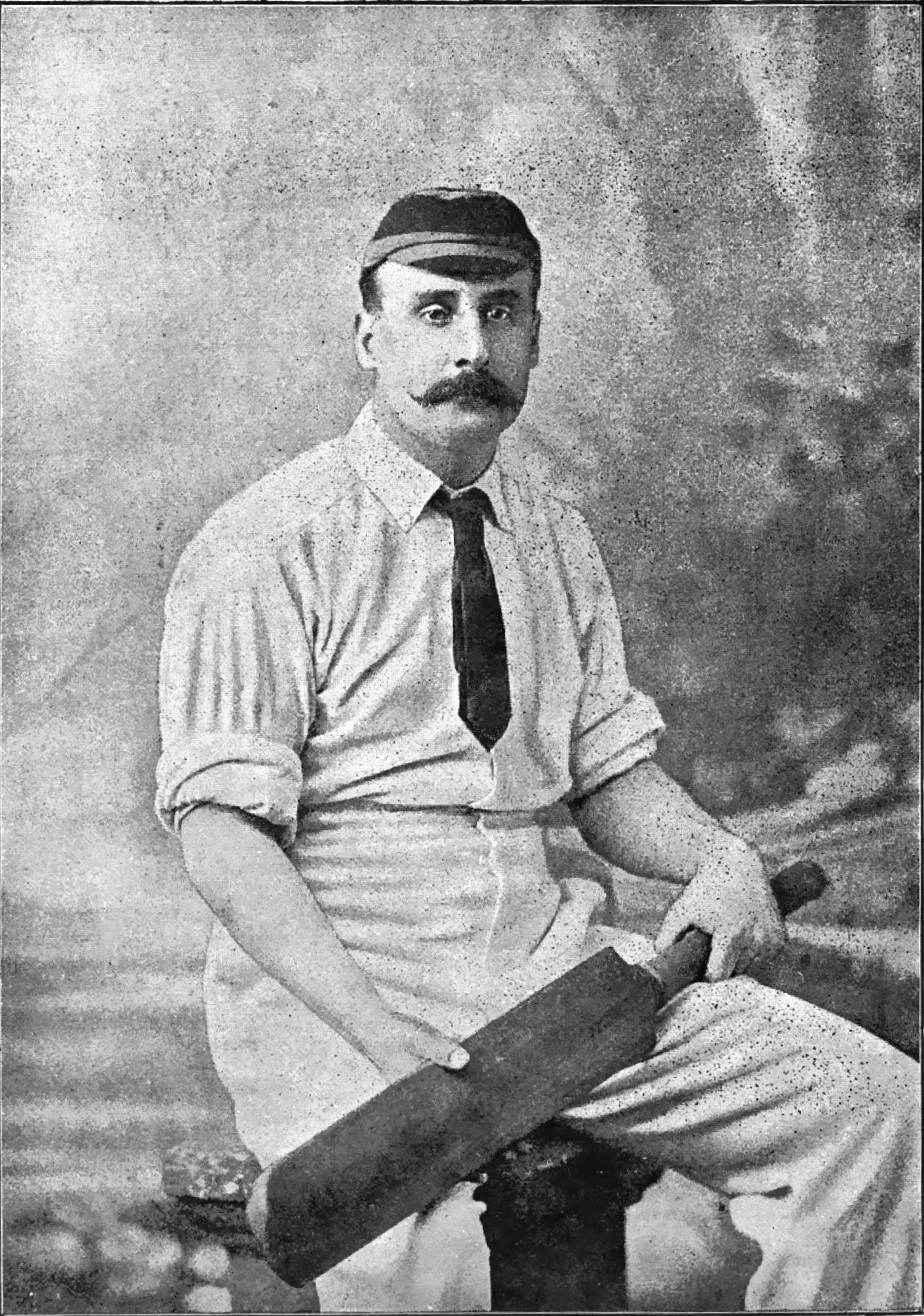
Мартин Хоук, 7-й барон Хоук (1860—1938)

Барон Хоук из Таутона в графстве Йоркшир — наследственный титул в системе Пэрства Великобритании. Он был создан 20 мая 1776 года для адмирала сэра Эдуарда Хоука (1705—1781). Он отвечал за блокаду французских торговых судов и командовал английским флотом в сражении в бухте Киберон (1759). Эдвард Хоук заседал в Палате общин от Порстмута (1747—1776), занимал посты главнокомандующего в Портсмуте (1748—1752, 1755—1756), первого лорда Адмиралтейства (1766—1771) и адмирала флота (1768—1781).
Его сын, Мартин Блейден Хоук, 2-й барон Хоук (1744—1805), представлял Салташ в Палате общин (1768—1774). Его сын, Эдвард Хоук, 3-й барон Хоук (1774—1824), принял дополнительную фамилию «Харви».
В 1869 году после смерти Эдварда Уильяма Харви-Хоука, 4-го барона Хоука (1799—1869), баронский титул унаследовал его младший брат, Стэнхоуп Харви-Хоук, 5-й барон Хоук (1804—1870). В 1870 году ему наследовал его двоюродный брат, Эдвард Генри Джулиус Хоук, 6-й барон Хоук (1815—1887), сын достопочтенного Мартина Блейдена Эдварда Хоука. Его сын, Мартин Блейден Хоук, 7-й барон Хоук (1860—1938), был известным игроком в крикет и дважды являлся капитаном английской команды по крикету (1895—1896, 1898—1899). После его смерти титул перешел к его младшему брату, Эдварду Хоуку, 8-му барону Хоуку (1873—1939). Его старший сын, Блейден Уилмер Хоук, 9-й барон Хоук (1901—1985), был лордом в ожидании в консервативных администрациях сэра Уинстона Черчилля, сэра Энтони Идена и Гарольда Макмиллана (1953—1957). В 1958—1974 годах — церковный комиссар.
Его преемником стал его младший брат, Джулиан Стэнхоуп Теодор Хоук, 10-й барон Хоук (1904—1992). Ему наследовал его сын, Эдвард Джордж Хоук, 11-й барон Хоук (1950—2009). По состоянию на 2024 год носителем титула являлся его сын, Уильям Мартин Теодор Хоук, 12-й барон Хоук (род. 1995), который стал преемником своего отца в 2009 году.

## Бароны Хоук (1776)
- 1776—1781: Адмирал флота Эдвард Хоук, 1-й барон Хоук (21 февраля 1710 — 17 октября 1781), единственный сын барристера Эдварда Хоука[1];
- 1781—1805: Мартин Блейден Хоук, 2-й барон Хоук (20 апреля 1744 — 27 марта 1805), единственный сын предыдущего[2];
- 1805—1824: Эдвард Харви-Хоук, 3-й барон Хоук (3 мая 1774 — 29 ноября 1824), старший сын предыдущего[3];
- 1824—1869: Эдвард Уильям Харви-Хоук, 4-й барон Хоук (15 июля 1799 — 8 января 1869), старший сын предыдущего[4];
- 1869—1870: Стэнхоуп Харви-Хоук, 5-й барон Хоук (18 января 1804 — 5 мая 1870), второй сын 3-го барона Хоука, младший брат предыдущего[5];
- 1870—1887: Эдвард Генри Джулиус Хоук, 6-й барон Хоук (24 декабря 1815 — 5 декабря 1887), старший сын достопочтенного Мартина Блейдена Эдварда Хоука (1777—1839), младшего сына 2-го барона Хоука[6];
- 1887—1938: Полковник Мартин Блейден Хоук, 7-й барон Хоук (16 августа 1860 — 10 октября 1938), старший сын предыдущего[7];
- 1938—1939: Эдвард Джулиан Хоук, 8-й барон Хоук (16 февраля 1873 — 4 сентября 1939), шестой сын 6-го барона Хоука, младший брат предыдущего[8];
- 1939—1985: Блейден Уилмер Хоук, 9-й барон Хоук (31 декабря 1901—1985), старший сын предыдущего[9];
- 1985—1992: Джулиан Стэнхоуп Теодор Хоук, 10-й барон Хоук (19 октября 1904—1992), второй сын 8-го барона Хоука, младишй брат предыдущего[10];
- 1992—2009: Эдвард Джордж Хок, 11-й барон Хоук (25 января 1950 — 2 декабря 2009), единственный сын предыдущего[11];
- 2009 — настоящее время: Уильям Мартин Теодор Хоук, 12-й барон Хоук (род. 23 июня 1995), единственный сын предыдущего[12].

Нет наследника баронского титула.